# AFC女子アジアカップ2010
AFC女子アジアカップ2010（英: AFC Women's Asian Cup 2010）は、2010年5月19日から5月30日にかけて、中国・成都で開催された第17回目のAFC女子アジアカップである。オーストラリアが同大会史上初めて優勝した他、準優勝した北朝鮮の趙潤美が大会最優秀選手賞を、日本の安藤梢が大会得点王を、開催国の中国がフェアプレー賞をそれぞれ受賞した。この大会は2011 FIFA女子ワールドカップのAFC地区予選を兼ねており、決勝戦に進出したオーストラリアと北朝鮮、および3位決定戦で勝利した日本の合計3か国が出場権を獲得した。

## 本大会

### 出場国
- 北朝鮮 （前回大会優勝）
- 中華人民共和国 （前回大会準優勝）
- 日本 （前回大会3位）
- オーストラリア （前回大会4位）
- 韓国 （前回大会グループリーグ敗退国中成績最上位）
- ミャンマー （最終予選グループA勝者）
- タイ （最終予選グループB勝者）
- ベトナム （最終予選グループC勝者）

### 会場一覧
以下の競技場が会場として用いられた。
| 中国･成都                             | 中国･成都                   | 台湾･新営                         | タイ･バンコク                                 | ベトナム･ホーチミン                       | マレーシア･ クアラルンプール      |
| ------------------------------------- | --------------------------- | --------------------------------- | --------------------------------------------- | ----------------------------------------- | --------------------------------- |
| 成都市体育中心 収容人数: 42,000人     | 双流体育中心 収容人数: 不明 | 台南スタジアム 収容人数: 40,000人 | ラジャマンガラ・スタジアム 収容人数: 49,749人 | タンロン・スポーツセンター 収容人数: 不明 | KLFAスタジアム 収容人数: 18,000人 |
|                                       |                             |                                   |                                               |                                           |                                   |
| 本大会グループリーグ 決勝トーナメント | 本大会グループリーグ        | 2次予選                           | 2次予選                                       | 2次予選                                   | 1次予選                           |

## 概要
2010年5月19日より中国・成都の2つのスタジアムにて、予選を突破した3か国に、予選を免除された5か国を加え、計8カ国で戦われた。出場国は4か国ずつ2つのグループリーグに分けられ、総当り1回戦のリーグ戦を戦い、グループAでは3試合全てで勝利した日本と、タイ･ミャンマーに勝利した北朝鮮が決勝トーナメントに進出した。タイは対ミャンマー戦で勝利して勝ち点3を獲得し3位となった。ミャンマーは3試合全敗であったものの、対北朝鮮戦ではゴールキーパーのメイ・キン・ヤー・ミンがシュートを何度もセーブし、2失点に抑えるという活躍を見せた
。
グループBでは東アジア女子サッカー選手権時の代表選手のひとり馬暁旭が怪我で欠場しながら、グループリーグの3試合で2勝1分の中国と、韓国･ベトナム戦で勝利して2位につけたオーストラリアが決勝トーナメントに進出した。韓国は東アジア選手権で得点王となった柳英雅（ユ・ヨンア）がベトナム戦でハットトリックを達成する活躍があったものの、総勝ち点数4にとどまりグループリーグ敗退となった。ベトナムは対オーストラリア戦では得点機会がありながら決めきれず、また対韓国、対中国戦では大量失点の末敗北し、勝ち点の獲得はならなかった。
5月27日に行われた準決勝では、第1試合で前半ロスタイムのキャスリン・ジルが挙げた得点を守りきり日本に勝利したオーストラリアが、第2試合では延長戦にもつれ込んだ末、109分に得点を挙げた北朝鮮が、それぞれ決勝戦に進出してワールドカップ出場権を獲得した。
5月30日に3位決定戦および決勝戦が開催された。3位決定戦では開催国の中国に日本が2対0で勝利してワールドカップ出場権を獲得した（日本とともに第1回大会から連続出場記録を保有していた中国は、この出場記録が途絶えることとなった）。決勝戦では前半にサム・カーが先制点を挙げたものの、後半での趙潤美のゴールで両チーム同点となった。延長戦でも決着が付かず、PK戦を行った結果、5人全員がPKを決めたオーストラリアが勝利し、同大会初優勝を飾った。

### グループリーグ

#### グループ A
| 順 | チーム     | 試 | 勝 | 分 | 敗 | 得 | 失 | 差  | 点 |
| -- | ---------- | -- | -- | -- | -- | -- | -- | --- | -- |
| 1  | 日本       | 3  | 3  | 0  | 0  | 14 | 1  | +13 | 9  |
| 2  | 北朝鮮     | 3  | 2  | 0  | 1  | 6  | 2  | +4  | 6  |
| 3  | タイ       | 3  | 1  | 0  | 2  | 2  | 7  | −5  | 3  |
| 4  | ミャンマー | 3  | 0  | 0  | 3  | 0  | 12 | −12 | 0  |

| 2010年5月20日 16:00 |

| 北朝鮮                                | 3 - 0 | タイ |
| 全明花 1分 · 金英愛 2分 · 趙潤美 73分 |       |      |

| 成都市体育中心 観客数: 260人 主審: ベントラ・ドゥコト |

| 2010年5月20日 19:30 |

| 日本 | 8 - 0 | ミャンマー |
| 岩清水梓 4分 · 澤穂希 10分, 71分 · 山口麻美 28分 (PK), 60分 · 鮫島彩 50分 · 宮間あや 54分 · 上尾野辺めぐみ 85分 |       |            |

| 成都市体育中心 観客数: 360人 主審: 洪銀雅 |

| 2010年5月22日 16:00 |

| タイ | 0 - 4 | 日本                                                              |
|      |       | 高瀬愛実 28分 · 中野真奈美 42分 · 宇津木瑠美 45+3分 · 安藤梢 55分 |

| 成都市体育中心 観客数: 550人 主審: ベントラ・ドゥコト |

| 2010年5月22日 19:30 |

| ミャンマー | 0 - 2 | 北朝鮮                    |
|            |       | 尹誠美 17分 · 趙潤美 84分 |

| 成都市体育中心 観客数: 360人 主審: 王佳 |

| 2010年5月24日 16:00 |

| 北朝鮮      | 1 - 2 | 日本                            |
| 羅銀心 70分 |       | 安藤梢 4分 (PK) · 永里優季 14分 |

| 成都市体育中心 観客数: 400人 主審: 洪銀雅 |

| 2010年5月24日 16:00 |

| ミャンマー | 0 - 2 | タイ                                      |
|            |       | セースラウム 15分 · チャイカントリー 89分 |

| 双流体育中心 観客数: 180人 主審: 王佳 |

#### グループ B
| 順 | チーム         | 試 | 勝 | 分 | 敗 | 得 | 失 | 差  | 点 |
| -- | -------------- | -- | -- | -- | -- | -- | -- | --- | -- |
| 1  | 中華人民共和国 | 3  | 2  | 1  | 0  | 6  | 0  | +6  | 7  |
| 2  | オーストラリア | 3  | 2  | 0  | 1  | 5  | 2  | +3  | 6  |
| 3  | 韓国           | 3  | 1  | 1  | 1  | 6  | 3  | +3  | 4  |
| 4  | ベトナム       | 3  | 0  | 0  | 3  | 0  | 12 | −12 | 0  |

| 2010年5月19日 15:00 |

| オーストラリア                         | 2 - 0 | ベトナム |
| カミス 29分 · レッドブルック 51分 (PK) |       |          |

| 成都市体育中心 観客数: 1,000人 主審: 李香玉 |

| 2010年5月19日 19:30 |

| 中華人民共和国 | 0 - 0 | 韓国 |
|                |       |      |

| 成都市体育中心 観客数: 15,000人 主審: カムヌン・パニパー |

| 2010年5月21日 15:00 |

| 韓国        | 1 - 3 | オーストラリア                                |
| 姜善美 71分 |       | キャロル 53分 · デ・ヴァンナ 59分 · カー 66分 |

| 成都市体育中心 観客数: 600人 主審: 山岸佐知子 |

| 2010年5月21日 19:30 |

| ベトナム | 0 - 5 | 中華人民共和国                                                    |
|          |       | 李丹陽 8分 · 袁帆 12分 · 張睿 37分 · 畢妍 45+1分 (PK) · 韓端 51分 |

| 双流体育中心 観客数: 8,500人 主審: セマクスク・プラエウ |

| 2010年5月23日 16:00 |

| 中華人民共和国 | 1 - 0 | オーストラリア |
| 張睿 9分       |       |                |

| 成都市体育中心 観客数: 11,000人 主審: 山岸佐知子 |

| 2010年5月23日 16:00 |

| ベトナム | 0 - 5 | 韓国                                                |
|          |       | 柳英雅 20分, 21分, 66分 · 車妍喜 28分 · 鄭惠因 36分 |

| 双流体育中心 観客数: 1,000人 主審: 李香玉 |

### 決勝トーナメント
|  | 準決勝              | 準決勝    |           |                | 決勝 | 決勝 |
|  |                     |           |           |                |      |      |
|  | 5月27日 -           |           |           |                |      |      |
|  | 日本                | 0         |           |                |      |      |
|  | オーストラリア      | 1         |           |                |      |      |
|  |                     |           | 5月30日 - |                |      |      |
|  | オーストラリア (PK) | 1 (5)     |           |                |      |      |
|  |                     | 北朝鮮    | 1 (4)     |                |      |      |
|  |                     |           |           |                |      |      |
|  | 3位決定戦           |           |           |                |      |      |
|  | 5月27日 -           | 5月27日 - | 5月30日 - | 5月30日 -      |      |      |
|  | 中華人民共和国      | 0         | 日本      | 2              |      |      |
|  | 北朝鮮 (aet)        | 1         |           | 中華人民共和国 | 0    |      |

#### 準決勝
| 2010年5月27日 16:00 |

| 日本 | 0 - 1 | オーストラリア |
|      |       | ジル 45+1分    |

| 成都市体育中心 観客数: 1,200人 主審: カムヌン・パニパー |

| 2010年5月27日 19:30 |

| 中華人民共和国 | 0 - 1 (延長) | 北朝鮮       |
|                |              | 金卿花 109分 |

| 成都市体育中心 観客数: 12,500人 主審: セマクスク・プラエウ |

#### 3位決定戦
| 2010年5月30日 16:00 |

| 日本                      | 2 - 0 | 中華人民共和国 |
| 安藤梢 18分 · 澤穂希 62分 |       |                |

| 成都市体育中心 観客数: 5,800人 主審: 洪銀雅 |

#### 決勝
| 2010年5月30日 19:30 |

| オーストラリア                                     | 1 - 1 (延長) | 北朝鮮                             |
| カー 19分                                          |              | 趙潤美 73分                        |
|                                                    | PK戦         |                                    |
| ギャリオック ジル シパード レッドブルック サイモン | 5 - 4        | 尹誠美 崔英心 趙潤美 柳貞姫 文哲美 |

| 成都市体育中心 観客数: 1,200人 主審: 山岸佐知子 |

## 優勝国
| 2010 AFC女子アジアカップ優勝国 |
| ------------------------------ |
| · オーストラリア · 初優勝      |

## 表彰
| 大会最優秀選手 | 大会得点王       | フェアプレー賞 |
| -------------- | ---------------- | -------------- |
| 趙潤美         | 安藤梢 （3得点） | 中華人民共和国 |

## 2011 FIFA女子ワールドカップ出場国
- オーストラリア（優勝）
- 北朝鮮（準優勝）
- 日本（3位）